# حزب البيئة والتنمية
حزب البيئة والتنمية هو حزب سياسي مغربي، ذو مرجعية بيئية ديمقراطية. تأسس حزب البيئة والتنمية يوم 27 أبريل 2002 و شارك في كل من الانتخابات البرلمانية 2002 ، 2007 و2011.

## هوامش
1. ↑  هريتان أمينا لحزب "البيئة والتنمية المستدامة" نسخة محفوظة 05 أكتوبر 2015 على موقع واي باك مشين.